# Ansaldo SVA
Ansaldo SVA (chữ cái viết tắt của Savoia-Verduzio-Ansaldo) là một họ máy bay trinh sát hai tầng cánh trong Chiến tranh thế giới I và thập niên 1920. Nó còn có nhiệm vụ làm máy bay tiêm kích.

## Biến thể
- SVA.1
- SVA.2
  - ISVA - (Idroplane - "thủy phi cơ")
- SVA.3
  - SVA.3 Ridotto ("Reduced")
- SVA.4
- SVA.5
- SVA.6
- SVA.8
- SVA.9
- SVA.10

## Quốc gia sử dụng
Argentina
- Không quân Argentina

 Bolivia
- Không quân Bolivia

 Brasil
- Hải quân Brazil

 Ecuador
- Không quân Ecuador

 Italy
- Regia Aeronautica

 Latvia
- Không quân Latvia

 Paraguay
- Không quân Paraguay

 Ba Lan
- Không quân Ba Lan

 Liên Xô
- Không quân Liên Xô

 Hoa Kỳ
- Lực lượng Viễn chinh Hoa Kỳ

 Uruguay
- Không quân Uruguay

 Kingdom of Yugoslavia
- Không quân Hoàng gia Nam Tư

## Tính năng kỹ chiến thuật (SVA.5)

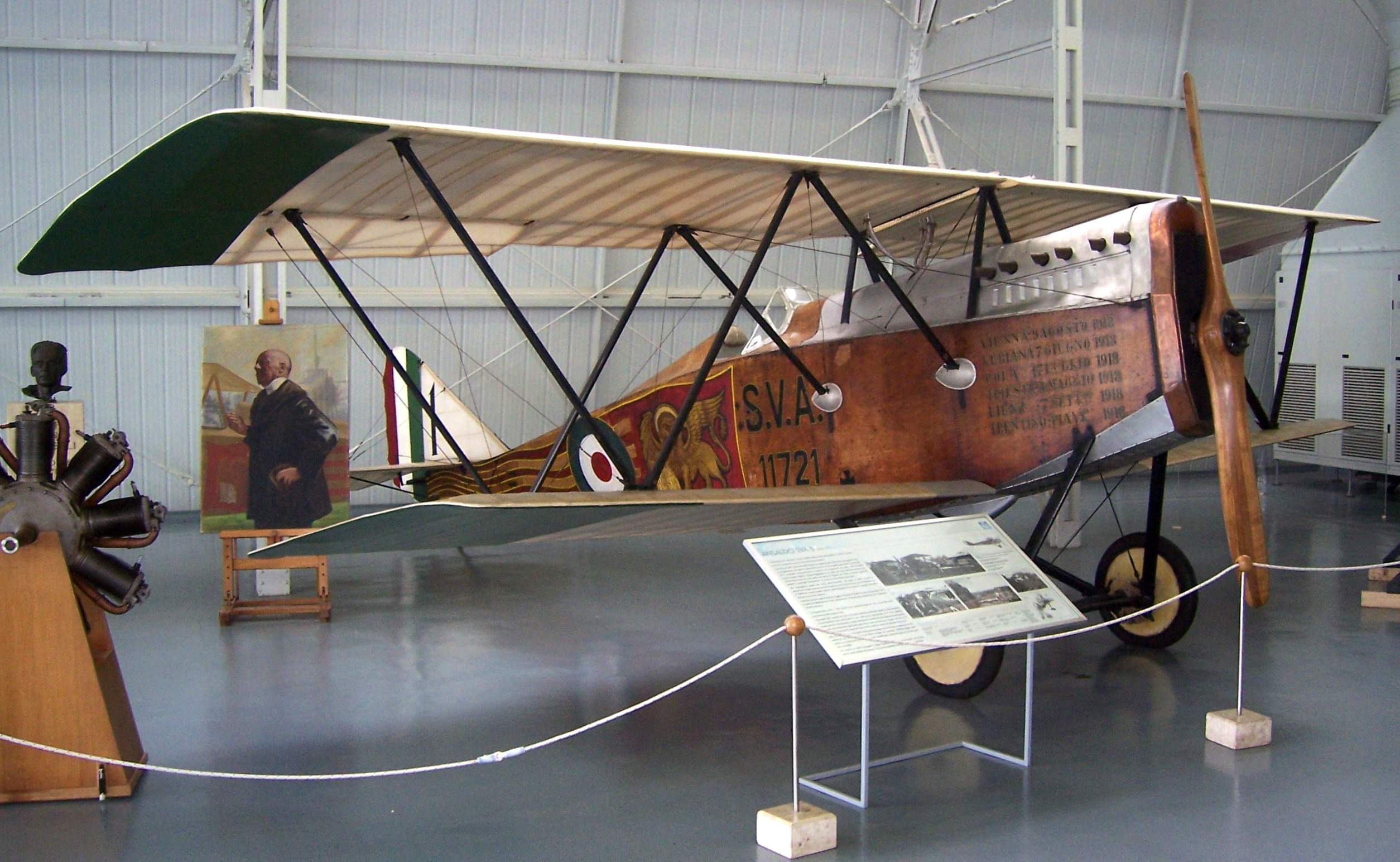
Ansaldo S.V.A. Im 5

Đặc điểm tổng quát
- Kíp lái: 1
- Chiều dài: 8.10 m (26 ft 7 in)
- Sải cánh: 9.10 m (29 ft 10 in)
- Chiều cao: 2.65 m (8 ft 8 in)
- Diện tích cánh: 24.2 m2 (260 ft2)
- Trọng lượng rỗng: 680 kg (1.500 lb)
- Trọng lượng có tải: 1.050 kg (2.320 lb)
- Powerplant: 1 × SPA 6A, 150 kW (200 hp)

Hiệu suất bay
- Vận tốc cực đại: 230 km/h (140 mph)
- Trần bay: 6.000 m (19.700 ft)
- Vận tốc lên cao: 5 m/s (980 ft/phút)

Vũ khí trang bị
- 2 × Súng máy Vickers.303
- 90 kg (200 lb) bom